# Kasteel van Rognac
Het Kasteel van Rognac (Frans: Château de Rognac) is een kasteel in Bassillac, de hoofdplaats van de Franse gemeente Bassillac et Auberoche. Het kasteel is een beschermd historisch monument sinds 1945.